# Sabulodes mabelata
Sabulodes mabelata är en fjärilsart som beskrevs av Sperry 1948. Sabulodes mabelata ingår i släktet Sabulodes och familjen mätare. Inga underarter finns listade.